# Barraute-Camu
Barraute-Camu település Franciaországban, Pyrénées-Atlantiques megyében. Lakosainak száma 187 fő (2022. január 1.). Barraute-Camu Andrein, Laàs, Montfort, Saint-Gladie-Arrive-Munein és Sauveterre-de-Béarn községekkel határos.

## Népesség
A település népességének változása:
| Lakosok száma | 167  | 171  | 174  | 174  | 173  | 175  | 179  | 183  | 187  |
|               | 2013 | 2015 | 2016 | 2017 | 2018 | 2019 | 2020 | 2021 | 2022 |